# Olle Helander

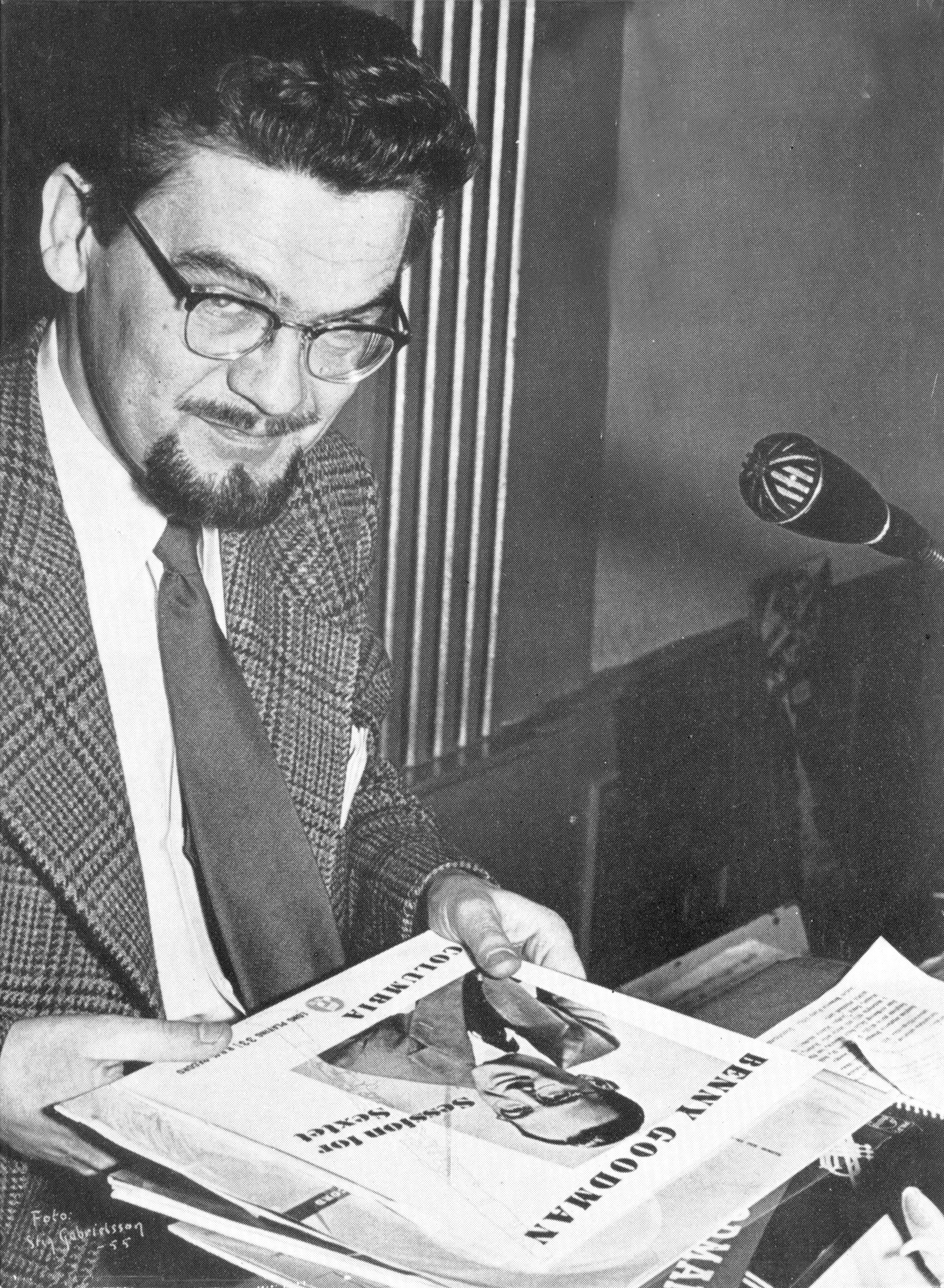
Olle Helander 1955.

Lars Olof Thuresson Helander, född 2 augusti 1919 i Gisslarbo, Malma församling, Västmanlands län, död 15 april 1976 i Österskär, Åkersberga, var en svensk musikjournalist, textförfattare (under pseudonymerna Hello och Happy), författare samt producent och programledare i radio och TV. 

## Biografi
Från 1950 var Helander anställd som jazzchef, producent och programledare vid Sveriges Radio, och tog 1956 initiativ till orkestern Radiobandet.  Helander producerade program som Spisarparty och Jazz under stjärnorna från Solliden på Skansen. Från 1965 var Helander anställd som TV-producent, ansvarig för bland annat den svenska melodifestivalen under slutet av 1960-talet.
Han var sommarvärd i radioprogrammet Sommar åren 1965–1968 samt 1970–1971.
Material från hans radioserie I blueskvarter (1964) gavs ut på CD i tre volymer under åren 1999–2004.
Som textförfattare har Helander skrivit texten till bland annat till Stockholm Rock, som anses vara den första svenska rocklåten, till Lill-Babs debutskiva Min mammas boogie samt till många svenska schlagers under 1950- och 60-talet.